# Koichiro Hirayama
Koichiro Hirayama (n. 9 septembrie 1946, Kagoshima, Japonia) este un luptător ce a reprezentat Japonia, medaliat olimpic. A participat la 2 ediții ale Jocurilor Olimpice (1972, 1976) în care a câștigat o medalie de argint și o medalie de bronz.